# Iduna caligata
El zarcero escita (Iduna caligata) es una especie de ave paseriforme de la familia Acrocephalidae que vive en Asia y Europa oriental. 

## Descripción
El zarcero escita mide alrededor de 12 cm de largo. El plumaje de sus partes superiores es de tonos pardos claros y las inferiores son blanquecinas, con los flancos color crema. Las plumas exteriores de su cola tienen los bordes claros. Presenta una lista superciliar blanquecina y corta, y un pico puntiagudo. El zarcero de Sykes es de mayor tamaño y de tonos más grisáceos, y se parece más al zarcero pálido.

## Taxonomía
En el pasado se consideraba conespecífico con la zarcero de Sykes, pero en la actualidad se consideran especies separadas. Además ambos fueron trasladados del género Hippolais al género Iduna.

## Distribución
El zarcero escita es un ave migratoria que cría en Asia Central y Rusia occidental y central y pasa el invierno en el subcontinente indio. Es una especie que prefiere los espacios abiertos con arbustos y otra vegetación alta. 

## Comportamiento

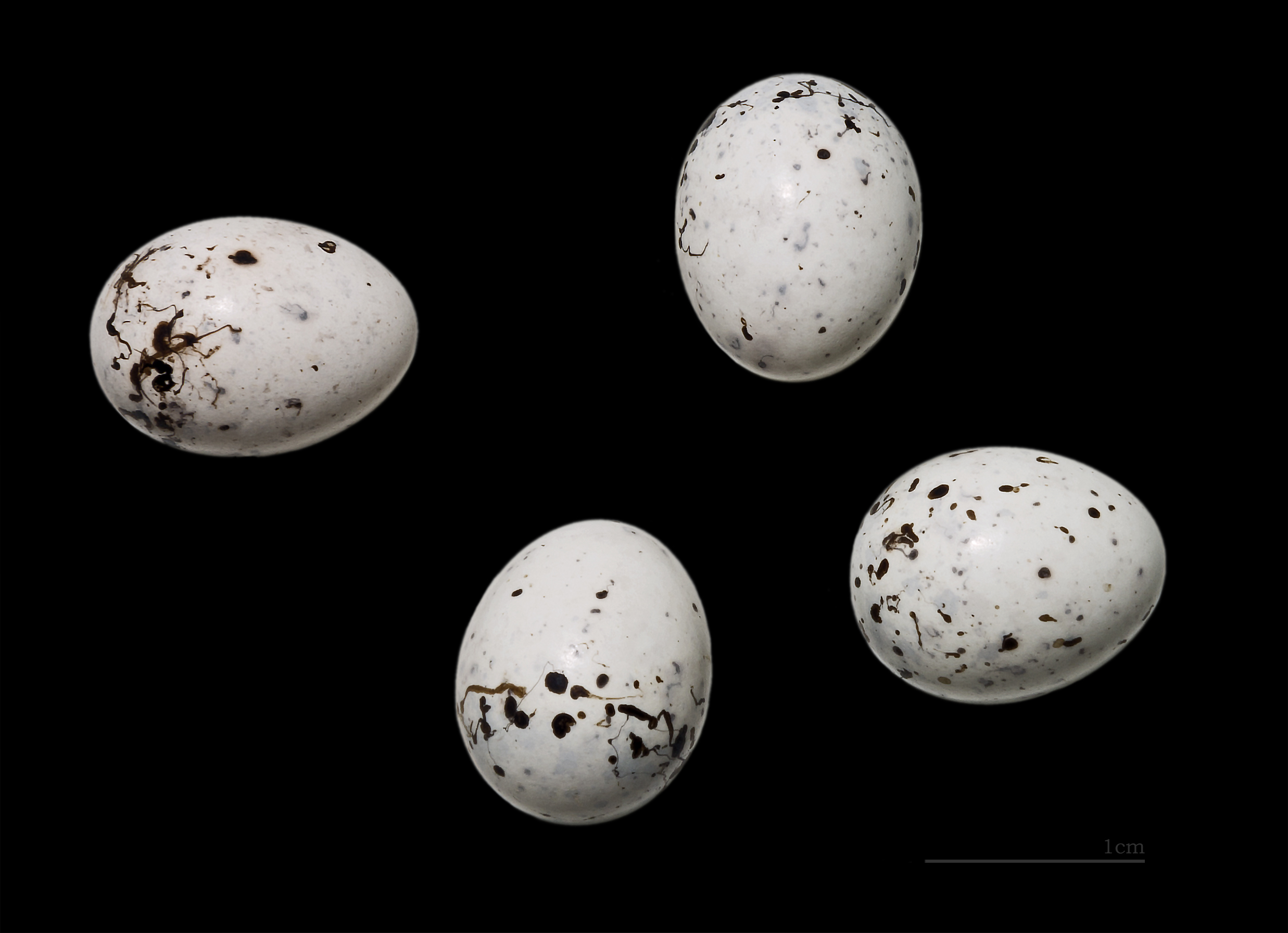
Huevos de Iduna caligata

Como los demás zarceros es insectívoro. Suele poner entre 3-4 huevos en un nido situado entre los arbustos.